# 20696 Torresduarte
20696 Torresduarte (1999 VJ95) là một tiểu hành tinh vành đai chính được phát hiện ngày 9 tháng 11 năm 1999 bởi nhóm nghiên cứu tiểu hành tinh gần Trái Đất phòng thí nghiệm Lincoln ở Socorro.